# Jean-Claude Guérin
Jean-Claude Guérin (1954) es un ingeniero agrónomo y botánico francés.

## Algunas publicaciones
- jean-claude Guérin, j.-m. Hervouet. 2007. Climbing Mount Marojejy in Madagascar. L’Orchidophile 174: 165-177

### Libros
- jean-claude Guérin. 2007. Les Orchidées De Poitou-Charentes Et De Vendée. 221 pp.

- La abreviatura «J.-C.Guérin» se emplea para indicar a Jean-Claude Guérin como autoridad en la descripción y clasificación científica de los vegetales.[2]